# Kosztolányi György
Kosztolányi György (Szekszárd, 1942. március 10. –) Széchenyi-díjas magyar orvos, patológus, gyermekgyógyász, genetikus, egyetemi tanár, a Magyar Tudományos Akadémia rendes tagja. 2020-tól az MTA egyik alelnöke. A gyermekgenetika és kórtana neves kutatója. 1998 és 1999 között a Pécsi Orvostudományi Egyetem rektorhelyettese, 2002 és 2005 között az egyetem Orvostudományi és Egészségügyi Centrum elnöke.

## Életpályája
1960-ban érettségizett a szekszárdi Garay Gimnáziumban, majd felvették a Pécsi Orvostudományi Egyetemre. Itt szerzett orvosi diplomát 1966-ban. 1969-ben kórbonctan-kórszövettani, 1976-ban csecsemő- és gyermekgyógyászati, 1985-ben humángenetikai szakvizsgát tett. 1974-ben a Baseli Egyetemen végzett posztgraduális képzést.
Diplomájának megszerzése után a Baranyai Megyei Kórház Patológiai (kórbonctani) Osztályánál kapott rezidensi állást. Itt 1971-ig dolgozott, majd átkerült a Pécsi Orvostudományi Egyetem (POTE) Gyermekklinikájára. Kezdetben tanársegédként dolgozott, majd 1982-től adjunktusként, illetve 1990-től docensként. 1994-ben habilitált, majd átvehette egyetemi tanári kinevezését. 1997-ben az egyetem Orvosi Genetikai és Gyermekfejlődéstani Intézete igazgatójává nevezték ki. Egy évvel később az egyetem rektorhelyettesévé választották, ami a POTE a Pécsi Tudományegyetembe történt integrációjáig viselt (intézetigazgatói tisztségét megtartotta egészen 2007-ig). 2000-ben a Pécsi Tudományegyetem Orvostudományi és Egészségügyi Centrumának helyettes elnöki, majd 2002 és 2005 között az elnöki tisztségével bízták meg. 1997 és 2000 között Széchenyi professzori ösztöndíjas volt. Az egyetemen gyermekgyógyászatot és orvosi, illetve humángenetikát oktat.
1981-ben védte meg az orvostudományok kandidátusi, 1989-ben akadémiai doktori értekezését. Az MTA Orvosi Genetikai Albizottságnak, a Pécsi Akadémiai Bizottságnak és a Tudományetikai Bizottságnak lett tagja. 1998-ban vette át az Orvosi Genetikai Albizottság (2002-től Munkabizottság) elnöki tisztét. 2001-ben megválasztották a Magyar Tudományos Akadémia levelező, 2007-ben pedig rendes tagjává. A Pécsi Akadémiai Bizottságban több vezető pozíciói töltött be: 1989 és 1997 között az orvostudományi szakbizottság titkára volt. 1991-től 1998-ig, valamint 2002 és 2005 között a molekuláris genetikai albizottságot vezette.
Számos tudományos társaságban vállalt vezető tisztséget: 1996 és 2001 között a Magyar Humángenetikai Társaság elnöke, 1997 és 2002 között az Európai Humángenetikai Társaság vezetőségi tagja volt. 2001-ben az Egészségügyi Tudományos Tanács humán reprodukciós bizottságának vezetésével bízták meg, valamint 2004-től a Klinikai Genetikai Szakmai Kollégium elnöke. Nemzetközi szerepvállalásai közül kiemelkedik, hogy 2000 és 2007 között az UNESCO Nemzetközi Bioetikai Bizottságának (International Bioethics Committee) választott tagja volt.
Kutatási területe a humángenetika, a gyermekgyógyászat genetikai kérdései. Központi témája a genetikailag sérült csecsemők és kisgyermekek kórfelismerése, vizsgálata és azok gyógyítása. Több mint kétszázhatvan tudományos publikáció szerzője vagy társszerzője.

## Családja
1969-ben nősült, felesége Cselényi Zsuzsanna orvos. Házasságukból két gyermek született, Rita (1970-) és Szabolcs (1974-). Mindketten orvosok.

## Díjai, elismerései
- Akadémiai Díj (1998)[1]
- Szent-Györgyi Albert-díj (2005)[1]
- A Magyar Köztársasági Érdemrend tisztikeresztje (2010)[1]
- Széchenyi-díj (2013)

## Főbb publikációi
- Electrokinetic Analysis of the Fetal Erythrocyte Membrane After Trypsin Digestion (Jobst Kázmérral, 1980)
- Does "Ring Syndrome" Exist? An Analysis of 207 Case Reports on Patients With a Ring Autosome (1987)
- Inherited Ring Chromosomes. An Analysis of Published Cases (társszerző, 1991)
- Az emberi genom megismerésének egészségügyi és társadalmi kihatásai (2000)
- Gyűrűkromoszóma, egy strukturális genom-mutáció klinikai és genetikai következményei (2001)
- A bizonyítékokon alapuló orvoslás tankönyve (társszerző, 2002)
- A medicina lehetőségeinek bővülése biotechnológiai módszerek alkalmazásával (2005)
- A genomika kölcsönhatása a medicinával és az egyetemes tudománnyal (2006)